# Curling-Weltmeisterschaft der Damen 2016
Die Ford Curling-Weltmeisterschaft der Damen 2016 fand vom 19. bis 27. März 2016 in der kanadischen Stadt Swift Current statt. Austragungsort war das Credit Union iPlex. Das Turnier gewann das Curling-Team aus der Schweiz.

## Qualifikation
Die folgenden Nationen qualifizierten sich für eine Teilnahme an den Curling-Weltmeisterschaften der Damen 2016:
- Kanada (ausrichtende Nation)
- ein Team aus der Amerika-Zone
  -  Vereinigte Staaten
- die acht besten Teams der Curling-Europameisterschaft 2015
  -  Dänemark
  -  Deutschland
  -  Finnland
  -  Italien
  -  Russland
  -  Schottland
  -  Schweden
  -  Schweiz
- die zwei besten Teams der  Curling-Pazifik-Asienmeisterschaft 2015
  -  Japan
  -  Südkorea

## Teams
| Dänemark | Deutschland | Finnland |
| --- | --- | --- |
| Hvidovre Curling Club, Hvidovre Skip: Lene Nielsen Third: Stephanie Risdal Second: Isabella Clemmensen Lead: Charlotte Clemmensen Ersatz: Madeleine Dupont | CC Füssen, Füssen Skip: Daniela Driendl Third: Analena Jentsch Second: Marika Trettin Lead: Pia-Lisa Schöll Ersatz: Maike Beer          | Åland Curling, Eckerö Skip: Oona Kauste Third: Milja Hellsten Second: Maija Salmiovirta Lead: Marjo Hippi Ersatz: Jenni Räsänen           |
| Italien | Japan | Kanada |
| CC Tofane, Cortina d’Ampezzo Skip: Federica Apollonio Third: Stefania Menardi Second: Chiara Olivieri Lead: Maria Gaspari Ersatz: Claudia Alverà           | Tokoro CC, Kitami Skip: Satsuki Fujisawa Third: Chinami Yoshida Second: Yūmi Suzuki Lead: Yurika Yoshida Ersatz: Mari Motohashi         | The Glencoe Club, Calgary Skip: Chelsea Carey Third: Amy Nixon Second: Jocelyn Peterman Lead: Laine Peters Ersatz: Susan O’Connor         |
| Südkorea | Russland | Schottland |
| Gyeonggi-do CC, Uijeongbu Fourth: Gim Un-chi Third: Lee Seul-bee Second: Um Min-ji Skip: Kim Ji-sun Ersatz: Yeom Yoon-jung                                 | Moskvitch CC, Moskau Skip: Anna Sidorowa Third: Margarita Fomina Second: Alexandra Rajewa Lead: Nkeiruka Jesech Ersatz: Alina Kowaljowa | Dunkeld CC, Pitlochry Skip: Eve Muirhead Third: Anna Sloan Second: Vicki Adams Lead: Sarah Reid Ersatz: Rachel Hannen                     |
| Schweden | Schweiz | Vereinigte Staaten |
| Skellefteå CK, Skellefteå Fourth: Maria Prytz Third: Christina Bertrup Second: Maria Wennerström Skip: Margaretha Sigfridsson Ersatz: Agnes Knochenhauer   | CC Flims, Flims Skip: Binia Feltscher-Beeli Third: Irene Schori Second: Franziska Kaufmann Lead: Christine Urech Ersatz: Carole Howald  | Madison CC, Madison Skip: Erika Brown Third: Allison Pottinger Second: Nicole Joraanstad Lead: Natalie Nicholson Ersatz: Tabitha Peterson |

## Round Robin Endstand
| Schlüssel | Schlüssel                     |
| --------- | ----------------------------- |
|           | Qualifiziert für die Playoffs |
|           | Qualifiziert zum Tiebreaker   |

| Rang | Team               | Skip                   | W | L  | PF | PA | Ends Gewonnen | Ends Verloren | Punktlose Ends | Gestohlene Ends | Treffer % |
| ---- | ------------------ | ---------------------- | - | -- | -- | -- | ------------- | ------------- | -------------- | --------------- | --------- |
| 1    | Schweiz            | Binia Feltscher        | 9 | 2  | 69 | 55 | 44            | 41            | 21             | 10              | 84 %      |
| 2    | Japan              | Satsuki Fujisawa       | 9 | 2  | 81 | 48 | 45            | 33            | 15             | 11              | 87 %      |
| 3    | Russland           | Anna Sidorowa          | 8 | 3  | 71 | 47 | 45            | 34            | 18             | 15              | 82 %      |
| 4    | Kanada             | Chelsea Carey          | 8 | 3  | 74 | 56 | 44            | 39            | 15             | 12              | 84 %      |
| 5    | Schottland         | Eve Muirhead           | 7 | 4  | 71 | 61 | 46            | 40            | 13             | 13              | 85 %      |
| 6    | Vereinigte Staaten | Erika Brown            | 6 | 5  | 64 | 58 | 45            | 40            | 20             | 8               | 84 %      |
| 7    | Dänemark           | Lene Nielsen           | 5 | 6  | 68 | 73 | 43            | 47            | 14             | 9               | 81 %      |
| 8    | Südkorea           | Kim Ji-sun             | 5 | 6  | 66 | 75 | 40            | 45            | 15             | 8               | 82 %      |
| 9    | Schweden           | Margaretha Sigfridsson | 4 | 7  | 66 | 68 | 44            | 46            | 13             | 6               | 81 %      |
| 10   | Deutschland        | Daniela Driendl        | 3 | 8  | 40 | 59 | 21            | 27            | 13             | 6               | 79 %      |
| 11   | Finnland           | Oona Kauste            | 1 | 10 | 44 | 60 | 28            | 37            | 10             | 4               | 75 %      |
| 12   | Italien            | Federica Apollonio     | 1 | 10 | 36 | 57 | 27            | 33            | 12             | 1               | 77 %      |

## Playoffs
|  | Page-Playoffs | Page-Playoffs | Page-Playoffs |   |          | Halbfinale | Halbfinale | Halbfinale |       |   | Finale  | Finale | Finale |
|  |               |               |               |   |          |            |            |            |       |   |         |        |        |
|  | 1             | Schweiz       | 8             |   |          |            |            |            |       |   |         |        |        |
|  | 2             | Japan         | 4             |   |          |            |            |            |       | 1 | Schweiz | 9      |        |
|  | 2             | Japan         | 4             | 2 | Japan    | 7          |            |            |       | 1 | Schweiz | 9      |        |
|  |               |               |               | 2 | Japan    | 7          |            | 2          | Japan | 6 |         |        |        |
|  |               | 3             | Russland      | 5 |          |            |            | 2          | Japan | 6 |         |        |        |
|  | 3             | 3             | Russland      | 5 | Russland | 7          |            |            |       |   |         |        |        |
|  | 3             |               |               |   | Russland | 7          |            |            |       |   |         |        |        |
|  | 4             | Kanada        | 4             |   |          |            |            |            |       |   |         |        |        |

### 3. gegen 4.
Samstag 26. März, 14:00
| Team     |    | 1 | 2 | 3 | 4 | 5 | 6 | 7 | 8 | 9 | 10 | Gesamt |
| -------- | -- | - | - | - | - | - | - | - | - | - | -- | ------ |
| Russland | 🔨 | 0 | 2 | 2 | 0 | 1 | 0 | 0 | 2 | 0 | X  | 7      |
| Kanada   |    | 0 | 0 | 0 | 1 | 0 | 0 | 2 | 0 | 1 | X  | 4      |

### 1. gegen 2.
Freitag 25. März, 09.00 Uhr
| Team    |    | 1 | 2 | 3 | 4 | 5 | 6 | 7 | 8 | 9 | 10 | Gesamt |
| ------- | -- | - | - | - | - | - | - | - | - | - | -- | ------ |
| Schweiz | 🔨 | 1 | 1 | 0 | 1 | 0 | 0 | 3 | 0 | 2 | X  | 8      |
| Japan   |    | 0 | 0 | 1 | 0 | 1 | 1 | 0 | 1 | 0 | X  | 4      |

### Halbfinale
Samstag 26. März, 19:00
| Team     |    | 1 | 2 | 3 | 4 | 5 | 6 | 7 | 8 | 9 | 10 | 11 | Gesamt |
| -------- | -- | - | - | - | - | - | - | - | - | - | -- | -- | ------ |
| Russland |    | 0 | 0 | 0 | 0 | 1 | 0 | 2 | 0 | 0 | 2  | 0  | 5      |
| Japan    | 🔨 | 0 | 0 | 0 | 1 | 0 | 2 | 0 | 1 | 1 | 0  | 2  | 7      |

### Spiel um Platz 3
Sonntag, 27. März, 10.00 Uhr
| Team     |    | 1 | 2 | 3 | 4 | 5 | 6 | 7 | 8 | 9 | 10 | Gesamt |
| -------- | -- | - | - | - | - | - | - | - | - | - | -- | ------ |
| Kanada   |    | 0 | 2 | 0 | 0 | 0 | 2 | 2 | 0 | 2 | 0  | 8      |
| Russland | 🔨 | 2 | 0 | 1 | 1 | 1 | 0 | 0 | 3 | 0 | 1  | 9      |

### Finale
Sonntag, 27. März, 15:00
| Team    |    | 1 | 2 | 3 | 4 | 5 | 6 | 7 | 8 | 9 | 10 | Gesamt |
| ------- | -- | - | - | - | - | - | - | - | - | - | -- | ------ |
| Schweiz | 🔨 | 0 | 1 | 0 | 0 | 1 | 0 | 3 | 0 | 2 | 2  | 9      |
| Japan   |    | 0 | 0 | 1 | 0 | 0 | 2 | 0 | 3 | 0 | 0  | 6      |